# Аланд, Роман Робертович
Роман Робертович Аланд (18 апреля 1928, Нарва, Эстонская Республика — 27 октября 1978) — капитан рыболовного бота № 7221 рыболовецкого колхоза «Октябрь» Эстонской ССР, Герой Социалистического Труда (07.07.1966).

## Биография
Родился 18 апреля 1928 в Нарве в семье рыбака.
Окончил Таллинское мореходное училище (1950). В 1950—1959 гг. работал штурманом и капитаном различных судов в Мурманске, Ленинградской области и Нарве.
С 1959 г. капитан стального тралового бота (СТБ) № 7221 рыболовецкого колхоза «Октябрь» (пос. Нарва-Пыкуу Эстонской ССР).
Руководимый им экипаж ежегодно сдавал государству более 300 центнеров рыбы сверх плана.
Герой Социалистического Труда (07.07.1966).
С 1965 г. депутат Нарвского горсовета. В 1967—1971 гг. депутат Верховного Совета Эстонской ССР.
Умер 27 октября 1978.